# ヘクシャー＝オリーン・モデル

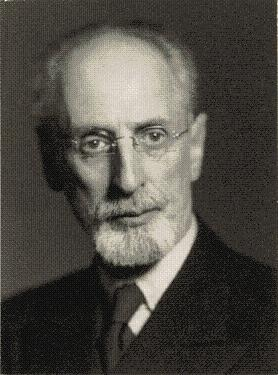
エリ・ヘクシャー

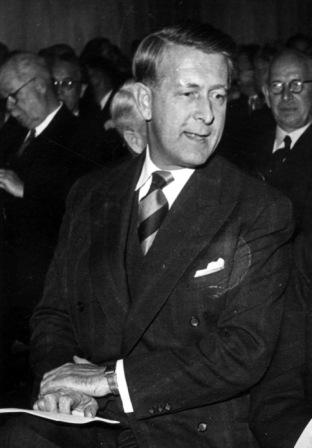
ベルティル・オリーン

ヘクシャー＝オリーン・モデル（HOモデル、英語: Heckscher–Ohlin model）は、国際貿易の一般均衡モデルである。ストックホルム商科大学のエリ・ヘクシャーとベルティル・オリーンによって開発された。HOモデルは、貿易地域間の生産要素賦存に基づき貿易パターンを予測する。HOモデルは、本質的には、各国はその国に豊富な生産要素を用いて生産される財を輸出し、その国に希少な生産要素を用いて生産される財を輸入すると考えている。HOモデルは、一般にリカードの比較優位理論の延長上にあると説明されるが、その考え方には大きな断絶がある。

## モデルの概要
生産要素（土地、労働、資本）の相対的な賦存量が、各国の比較優位を決定する。各国は、その国に相対的に豊富に存する生産要素を必要とする財に比較優位を持つ。これは、財の価格は究極的にはその投入物の価格によって決定されるからである。その国に豊富に存する投入物を必要とする財は、その国に希少に存する投入物を必要とする財に比べて、生産することは安価だろう。例えば、資本と土地が豊富だが労働は希少な国は、資本と土地を多く必要とする財（例：穀物）に比較優位を持つだろう。もし資本と土地が豊富であれば、それらの価格は低いだろう。資本と土地は穀物の生産において主要な生産要素であるので、穀物の価格もまた低いだろう。だから、穀物の価格は国内消費と輸出の双方に魅力的である。他方、労働は希少でその価格は高いので、労働集約財の生産は大変高くなるだろう。そのため、その国は、労働集約財は輸入した方がよりよい。

## モデルの理論的発展
比較優位のリカード・モデルは、異なった技術を用いることで生じる労働生産性の違いによって、貿易が究極的に引き起こされていると考えていた。HOモデルは、国の間で異なる生産技術を必要としていない。そして、単純化のために、HOモデルは、すべての国で同一の生産技術が用いられていると考える。リカードは、生産要素として労働を考え、国の間での技術の違いがなければ、比較優位は生じないと考えていた（すべての国は閉鎖経済となり、互いに貿易する理由は存在しない）。HOモデルは、技術の違いを除いて、異なる資本賦存量を導入し、内生的に国の間での労働生産性の差異を生じさせている（リカード・モデルでは、労働生産性の差異は外生的に与えられるものであった）。資本賦存量の国際間の差異と異なる生産要素比率を必要とする財がある下で、資本所有者の利潤最大化の解として、リカードの比較優位が生じる（資本所有者が直面する意思決定は、異なる生産技術への投資に対するものである。HOモデルでは、資本は私的に所有されると仮定されている）。

### 原著
オリーンは、1933年に理論を初めて説明する本を出版した。オリーンはこの本を一人で書いたが、ヘクシャーをこのモデルの共同開発者とした。なぜなら、ヘクシャーはこの問題に関して以前から研究しており、最終的なモデルのアイデアの多くは、ヘクシャーに指導を受けたオリーンの博士論文に由来するからである。『地域間・国家間の貿易』(Interregional and International Trade) 自体は、数学的な記述に終始することなく冗長であり、その新しい洞察が魅力的であった。

### 2×2×2モデル
元々のHOモデルは、国の間の唯一の違いは、労働と資本の相対的な豊富さだけであると仮定していた。元々のHOモデルは、2財を生産できる2国を想定していた。2つの生産要素があるので、HOモデルは2×2×2 モデルと呼ばれることもある。
HOモデルは、国の間で異なる生産要素比率を仮定している。先進国は、途上国に比べて、比較的に高い資本労働比率を持っている。これによって、先進国は途上国に比べて相対的に資本豊富であり、途上国は先進国に比べて労働豊富になる。この唯一の違いのもとで、2つの財と2つの生産技術を用いることで、オリーンは比較優位の新しいメカニズムを議論できた（1つの技術は資本集約産業のものであり、もう1つの技術は労働集約ビジネスのものである）。

### 拡張
HOモデルは、1930年代以降に多くの経済学者によって拡張されてきた。それらの進展は、国際貿易の推進における変動要因比率の違いの根本的な役割を変えるものではなかったが、モデルの予測力を高めることを期待して、あるいはマクロ経済政策の選択肢を議論する数学的な方法として、HOモデルに様々な現実的な考慮事項（例：関税）をモデルに追加した。
著名な貢献は、ポール・サミュエルソン、ロナルド・ジョーンズ、ジャロスラフ・ヴァネク（Jaroslav Vanek）による。そのため、HOモデルの変型版は、新古典派経済学の中で、しばしば、「ヘクシャー＝オリーン＝サミュエルソン・モデル」あるいは「ヘクシャー＝オリーン＝ヴァネク・モデル」と呼ばれることもある。

## ヘクシャー＝オリーン理論の仮定
もともとの2×2×2モデルは、数学的に単純化にするために制約的な仮定の下で導かれた。これらの仮定のいくつかはモデルの開発のために緩和されている。それらの仮定と発展したものを以下に記す。

### 両国とも同一の生産技術を持つ
上述のように、HOモデルは、各国で利用可能な生産関数が同一であると仮定することで根本的にリカード・モデルと異なる。生産関数は、労働と資本と生産物に変換する。
この仮定は、どの財であれ等量の生産量を、等量の資本と労働でどの国でも生産しうることを意味している。実際には、各生産要素の相対的な利用可能性のためどの国でも同じバランスを用いることは非効率である。しかし、原則として、これは可能である。言葉を換えれば、同一の資本と同一の技術の両国では一人当たりの生産性は等しい。

各国は、様々な商品の生産において互いに自然な優位性を持っているため、この仮定は変動要因の効果を強調するために考案された「非現実的な」単純化である。つまり、当初のH-Oモデルは、自由貿易について補完的な説明ではなく、リカルドの説明に代わる説明を生み出したのである。現実には、技術と生産要素賦存の違いによって両方の効果が生じる可能性がある。
ある種の生産物（例えばワインと米）の生産における自然な優位性に加えて、社会基盤や教育、文化、「ノウハウ」は国によって大きく異なるため、同一技術という考え方は理論的な概念に過ぎない。オリーンは、H-Oモデルは長期的なモデルであり、産業生産の条件は長期的には「どこでも同じ」であると述べた。

### 生産は規模に関して一定で行われる
単純なHOモデルでは、両国とも2つの財を生産している。それぞれの財は、2つの生産要素を用いて生産される。それぞれの商品の生産には、資本（K）と労働（L）の両方の生産要素からの投入が必要である。各財の生産技術は、規模に関して収穫一定（Constant Returns to Scale、CRS) であると仮定する。CRS技術とは、資本と労働の両方の投入がk倍されると、生産高もk倍されることを意味する。例えば、資本と労働の投入がともに2倍になれば、財の生産高は2倍になる。言い換えれば、両財の生産関数は「1次同次関数」である。
CRSが有効なのは、ある要因の収穫逓増を示すからである。一定の収穫規模の下では、資本と労働の両方を2倍にすると、生産高は2倍になる。生産は両方の生産要素で増加するので、労働を一定に保ちながら資本を2倍にすると、生産は2倍以下になる。資本収益率の逓減と労働収益率の逓減は、ストルパー＝サミュエルソンの定理にとって極めて重要である。
これらの条件は、数学的な均衡を生み出すために必要とされる。規模に関して収穫逓増の場合、両国は特化する方がより効率的だろう。しかし、HOモデルの仮定の下では特化は不可能である。

### 2財を生産するための生産技術は異なる
このモデルで貿易を価値あるものにするためには、CRSの生産関数が異なっていなければならない。例えば、生産関数がコブ・ダグラス型技術である場合、インプットに適用されるパラメータは変化しなければならない。例えば、次のようなものである。
農業産業:  {\displaystyle A=K^{\frac {1}{3}}L^{\frac {2}{3}}}
漁業産業:  {\displaystyle F=K^{\frac {1}{2}}L^{\frac {1}{2}}}
ここで、A は農業の生産量、F は漁業の生産量である。またK とL はそれぞれ資本と労働である。
この例では、農業の生産量と漁業の生産量が等しい値のとき、漁業産業における方が資本の限界生産力は高い。より資本豊富な国は、農作地の犠牲のもとで漁船を作ることで利益を得るだろう。逆に労働豊富国においては労働者は相対的に農業においてより効率的に用いられる。

### 国の中での労働移動
国の中では、資本と労働は異なる生産物を生産するために再投資・再雇用されうる。リカードの比較優位の議論のように、これは費用なしで行われると仮定される。
もし、農業部門と漁業部門の2つであれば、農業従事者は漁業従事者に費用なしでかわることができると仮定される。逆に漁業従事者が農業従事者に費用なしでかわることもできると仮定される。

### 国の中での資本移動
さらに資本はいずれの部門にでも簡単に移動できると仮定される。そのため2つの部門の間での産業構成は調整費用なしに変化できる。
例えば、2つの産業が農業と漁業であれば、農場は漁船の建造をまかなうために取引コストなしで売ることができると仮定される。

### 国の間での資本の移動不可能性
基本的なHOモデルは、国際的に異なる相対的な資本と労働の利用可能性に基づいている。しかし、もし、資本が自由に別のところに投資できるのであれば、投資に対する競争によって相対的な資本の豊富さは世界中で同一になってしまう（本質的には、資本の自由貿易は、単一の世界規模の投資プールを生み出す）。
労働資本比率がどこでも同一なので、労働の豊富さの違いは、相対的な生産要素の豊富さに違いを生み出さないだろう（資本所有者の投資の収益率の最大化の結果、大国は、小国に比べて、たとえば2倍の投資を受け取るだろう）。
資本の管理が減少するにつれて、現代世界はヘクシャーとオリーンによってモデル化された世界とは違ったものになり始めている。資本移動は、自由貿易そのものの根拠を掘り崩すと議論されてきた。
資本は以下のとき移動可能である：
- 制限された為替管理が存在する
- 対外直接投資 (FDI) が国の間で許されているか、外国人が資本市場もしくは社債市場を通して対象国の商業施設に投資することが許されている

### 国の間での労働の移動不可能性
2つの生産要素の相対的な豊富さを均等化してしまうため、資本と同様に、労働移動もHOモデルでは許されていない。この労働の移動不可能性の条件は、資本の移動不可能性の条件に比べれば、現代世界の描写として防御可能である。

### 財はどこでも同一の価格である
2×2×2モデルにおいては、貿易障壁や関税、為替管理は存在しないとされていた（資本は移動不可能で、外国の売上の本国への送金は費用なしに行われる）。さらに、国の間で輸送費はかからず、国内供給をもたらすような貯蓄もないとされていた。
もし2国が別々の通貨をもっていたならば、そのことはモデルにいかなる影響も与えない（購買力平価が適用される）。輸送費や通貨の問題が存在しないので、一物一価の法則が両財に適用される。そして両国の消費者は、それぞれの財にまったく同じ価格を支払う。
オリーンの時代には、この仮定は確かに中立的な単純化であった。しかし、経済変化や1950年代からの計量経済学的研究が示すところによると、貨幣価格に変換した時に国内の財価格は所得と相関する傾向がある（このことは貿易財についてはそれほど妥当しない（ペン効果（Penn effect）参照）。

### 国内の完全競争
労働も資本も、供給を制限することで財価格や生産要素価格に影響力を行使しない。完全競争状態が存在する。

## モデルから導かれる定理

### ヘクシャー＝オリーンの定理
資本豊富国は資本集約財を輸出し労働集約財を輸入するという理論的結果のこと。実証的なテストが可能な定理である。

### リプチンスキーの定理
ある生産要素の量が増加した時、その生産要素を集約的に用いる財の生産は生産要素の増加に比べてそれ以上に増加する（HOモデルでは、生産要素の費用が財価格に等しくなるよう完全競争を仮定している）。移民や移住、対外資本投資の効果を説明するのに有用である。

### ストルパー＝サミュエルソンの定理
財価格の相対的な変化は、生産要素の相対価格に変化をもたらす。もし、資本集約財の世界価格が増加したならば、賃金率（労働の収益）は下がり、資本レンタル率（資本の収益）は上昇する。もし、労働集約財の価格が増加したならば、資本レンタル率は下がり、賃金率が上がる。

### 要素価格均等化定理
貿易によって、貿易財の相対価格が国家間で等しくなり、生産要素の相対価格も国家間で等しくなる。

## HOモデルの定理の計量経済学的テスト
ヘクシャーとオリーンは、要素価格均等化定理は、計量経済学的に成功を収めていると考えていた。なぜなら、19世紀終わりと20世紀はじめに多量の国際貿易と財と生産要素の価格の収束は符合していたからである。
しかし、現代の計量経済学的推定によれば、HOモデルは実証的にほとんど支持されない。生産技術がどこでも同じであるという仮定の修正が必要であることが示唆されてきた（この修正を行えば、純粋なHOモデルを放棄することになる）。
1954年、ワシリー・W・レオンチェフが行った、HOモデルの計量経済学的テストによれば、米国は、資本豊富国であるにもかかわらず、労働集約財を輸出し、資本集約財を輸入する傾向があった。この問題は「レオンチェフの逆説」として知られている。代替的な貿易モデルや逆説に対する様々な説明が現れた。そうした貿易モデルの1つが、リンダー仮説である。リンダー仮説は、供給側の要因の違いよりむしろ似ている需要に基づいて財の貿易がなされると主張している。
レオンティエフ以降にも多くの計量経済学的検証が行なわれた。その多くは、HOモデルを一般化したHOVモデル(Heckscher-Ohlin-Vanekモデル)に基づいている。1984年にE. Leamerは、11種類の生産要素と10種類に分類された貿易データとをつき合わせて、要素賦存が貿易パターンを驚くほどよく説明していると主張した。しかし、おなじLeamerは、1987年の共著論文においてより詳しい検証を行ない、要素賦存理論は支持されないという結論を導いた。1990年代には、D. Trefler がより詳しい検討を行い、次の3つの結論を導いた。①(HO定理を含む)HOV定理と要素価格均等化定理は経験的史実により棄却される。②技術の国際的な差異を考慮するならば、諸国間の要素価格の相違をよく説明できる。③(貧しい国ほど多くの生産要素が豊富になるという)「要素賦存パラドックス」が成立する。HOモデルおよびHOVモデルが十分な予測力を持たないことは、21世紀になっても踏襲されている。